# Ramses XI.
Ramses XI., auch Ramses-Chaemwese, Chaemwese II. oder Chaemwaset II. († 1076/1070 v. Chr.) war der 10. und letzte altägyptische König (Pharao) der 20. Dynastie (Neues Reich) und regierte von 1105 bis 1076/1070 (?) v. Chr. Er war auch der letzte in der Reihe der sogenannten Ramessiden-Herrscher.

## Weitere Namen
- Goldname: Mit großer Kraft, der die beiden Länder belebt, die Majestät, die über die Maat zufrieden ist und die beiden Länder versöhnt

## Herrschaft
Zur Regierungszeit von Ramses XI. war von der einstigen Größe Ägyptens schon nicht mehr viel vorhanden. Quellen belegen, dass das Ansehen des Landes im Nahen Osten tief gesunken war und dass im Süden, im Umland von Theben, immer wieder Revolten aufflammten. Während der Pharao den Norden von seiner Hauptstadt Pi-Ramesse aus regierte, herrschte im Süden der Hohepriester des Amun, Amenhotep, später dessen Nachfolger Panehesi als König. Ab dem 19. Jahr der Regierung Ramses XI. hat mit Herihor ein hoher Militär die Regierung in Theben übernommen und herrschte unabhängig vom Pharao über den Süden Ägyptens.

## Grabmal
Die für Ramses XI. vorgesehene Grabkammer KV4 befindet sich im Tal der Könige. Sie wurde jedoch nicht benutzt, da er sich außerhalb  Thebens begraben ließ. Seine Mumie wurde nicht gefunden.